# Oscar Stamet
Oscar Stamet (Lussemburgo, 9 settembre 1913 – Homburg, 21 agosto 1981) è stato un calciatore lussemburghese, di ruolo attaccante.

## Carriera

### Club
Ha sempre giocato nel campionato lussemburghese.

### Nazionale
Ha rappresentato la Nazionale del suo paese alle Olimpiadi del 1936.